# Conostephium pungens
Conostephium pungens là một loài thực vật có hoa trong họ Thạch nam. Loài này được Keighery mô tả khoa học đầu tiên năm 2002.